# 柏崎市教育委員会
柏崎市教育委員会（かしわざきしきょういくいいんかい）は、新潟県に位置する柏崎市の組織。柏崎市内の教育に関連した調査などを行う行政委員会である。

## 組織
- 教育総務課
  - 総務企画係
  - 施設係
  - 学校給食係
- 学校教育課
  - 学事保健係
  - 指導係
  - 教育センター
  - 文化・生涯学習課
    - 企画管理係
    - 学習推進係
    - 文化振興係

  - スポーツ振興課
  - 水球のまち推進室
  - 図書館
  - 博物館
    - 管理係
    - 文化学芸係
    - 埋蔵文化財係[2]